# Мехия, Альфредо
Альфредо Антонио Мехия Эскобар (исп. Alfredo Antonio Mejía Escobar; родился 3 апреля 1990 года в Эль-Негрито, Гондурас) — гондурасский футболист, полузащитник клуба «Левадиакос» и сборной Гондураса. Участник Олимпийских игр в Лондоне.

## Клубная карьера

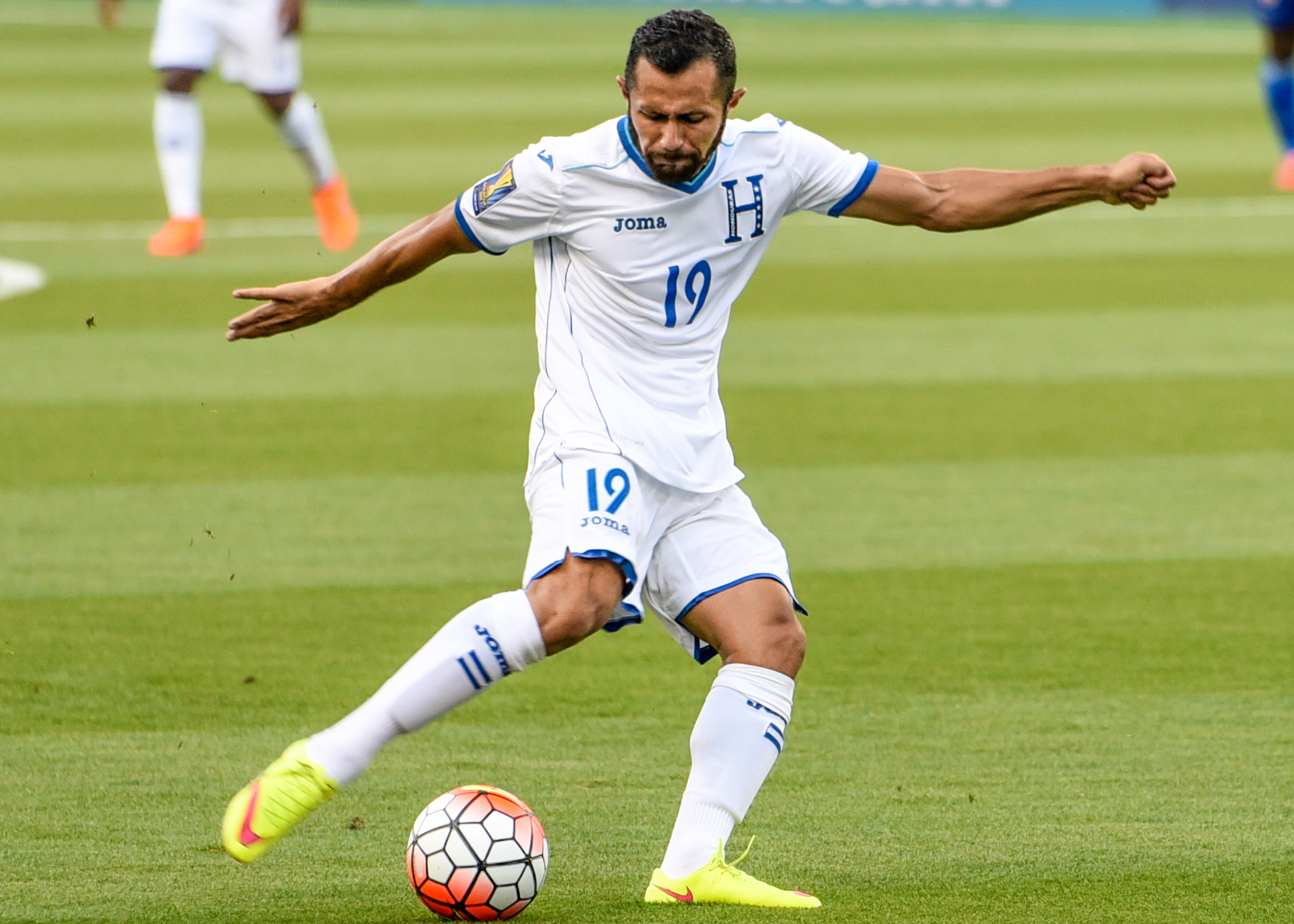
Мехия в составе сборной Гонудраса

Мехия начал свою карьеру в клубе «Олимпия». В 2008 году он перешёл в итальянский «Удинезе», но дебютировать за новую команду ему так и не удалось и он вернулся на родину. В 2009 году Альфредо подписал соглашение с клубом «Реал Эспанья». 13 сентября 2010 года в матче против «Хиспано» он сделал свой первый дубль в чемпионате Гондураса.
В 2012 году Мехия перешёл в «Мотагуа». 12 августа в матче против своего бывшего клуба «Реал Эспанья» он дебютировал за новый клуб. 27 января в поединке против «Депортес Савио» Альфредо забил свой первый гол за «Мотагуа».
Зимой 2014 года Мехия перешёл в «Марафон». 12 января в матче против «Паррильяс Уан» он дебютировал за клуб. 26 января во встрече против своего бывшего клуба «Мотагуа» Альфредо забил свой первый гол.
Летом того же года Мехия перешёл в греческий «Пантракикос». 30 августа в матче против ПАСа он дебютировал в греческой Суперлиге. 5 апреля 2015 года в поединке против «Эрготелиса» Альфредо забил свой первый гол за «Пантракикос». В 2016 году он вернулся в Мотагуа.
В 2017 году Мехия вернулся в Грецию, подписав контракт с «Ксанти». 5 февраля в матче против «Паниониоса» он дебютировал за новую команду.

## Международная карьера
В 2007 году Мехия в составе юношеской сборной Гондураса принял участие в Чемпионате мира среди юношеских команд в Южной Корее. В 2009 году в составе молодёжной сборной Гондураса Альфредо принял участие в мировом первенстве среди молодёжных команд в Египте. На турнире он сыграл в матчах против команд Венгрии и ЮАР.
15 января 2011 года в матче Центральноамериканского кубка против сборной Коста-Рики Альфредо дебютировал за сборную Гондураса.
В том же году он был включен в заявку сборной на участие в Золотом кубке КОНКАКАФ. На турнире он сыграл в матчах против сборных Мексики, Ямайки и Гренады. Во встрече против Греанды Мехия забил свой первый гол за сборную.
Летом 2012 года Альфредо был включен в заявку национальной команды на поездку в Лондон на Олимпийские игры. На турнире он принял участие в матчах против команд Испании, Марокко, Японии и Бразилии.
В 2015 году в составе национальной команды Альфредо принял участие в розыгрыше Золотого кубка КОНКАКАФ. На турнире он сыграл в матче против сборной Гаити и США.
В начале 2017 года Мехия стал победителем Центральноамериканского кубка. На турнире он сыграл в матчах против сборных Никарагуа и Белиза. В том же году в составе сборной Альфредо принял участие в розыгрыше Золотого кубка КОНКАКАФ. На турнире он сыграл в матче против команд сборной Коста-Рики, Французской Гвианы, Канады и Мексики.

### Голы за сборную Гондураса
| #   | Дата         | Место            | Противник | Результат | Счёт | Соревнование                |
| --- | ------------ | ---------------- | --------- | --------- | ---- | --------------------------- |
| 01. | 10 июня 2011 | ФИУ, Майами, США | Гренада   | 7:1       | 7:1  | Золотой кубок КОНКАКАФ 2011 |

## Достижения
Международные
 Гондурас
- Центральноамериканский кубок — 2011
- Центральноамериканский кубок — 2017